# Dagoberto Quesada
Dagoberto Quesada Beckle (sinh ngày 6 tháng 10 năm 1987) là một tiền vệ bóng đá người Cuba.

## Sự nghiệp câu lạc bộ
Sinh ra ở Camagüey, he plays for provincial team Camagüey.

## Sự nghiệp quốc tế
Quesada ra mắt quốc tế cho Cuba vào tháng 10 năm 2010 trong trận giao hữu trước Panama và có tổng cộng 7 lần ra sân, không ghi được bàn nào. Anh là một phần của Đội tuyển bóng đá quốc gia Cuba tham dự Cúp Vàng CONCACAF 2011. Anh thi đấu 3 trận.
Trận đấu quốc tế cuối cùng của anh là vào tháng 6 năm 2011 trong trận đấu tại Cúp Vàng trước El Salvador.